# چهارمیل کردن

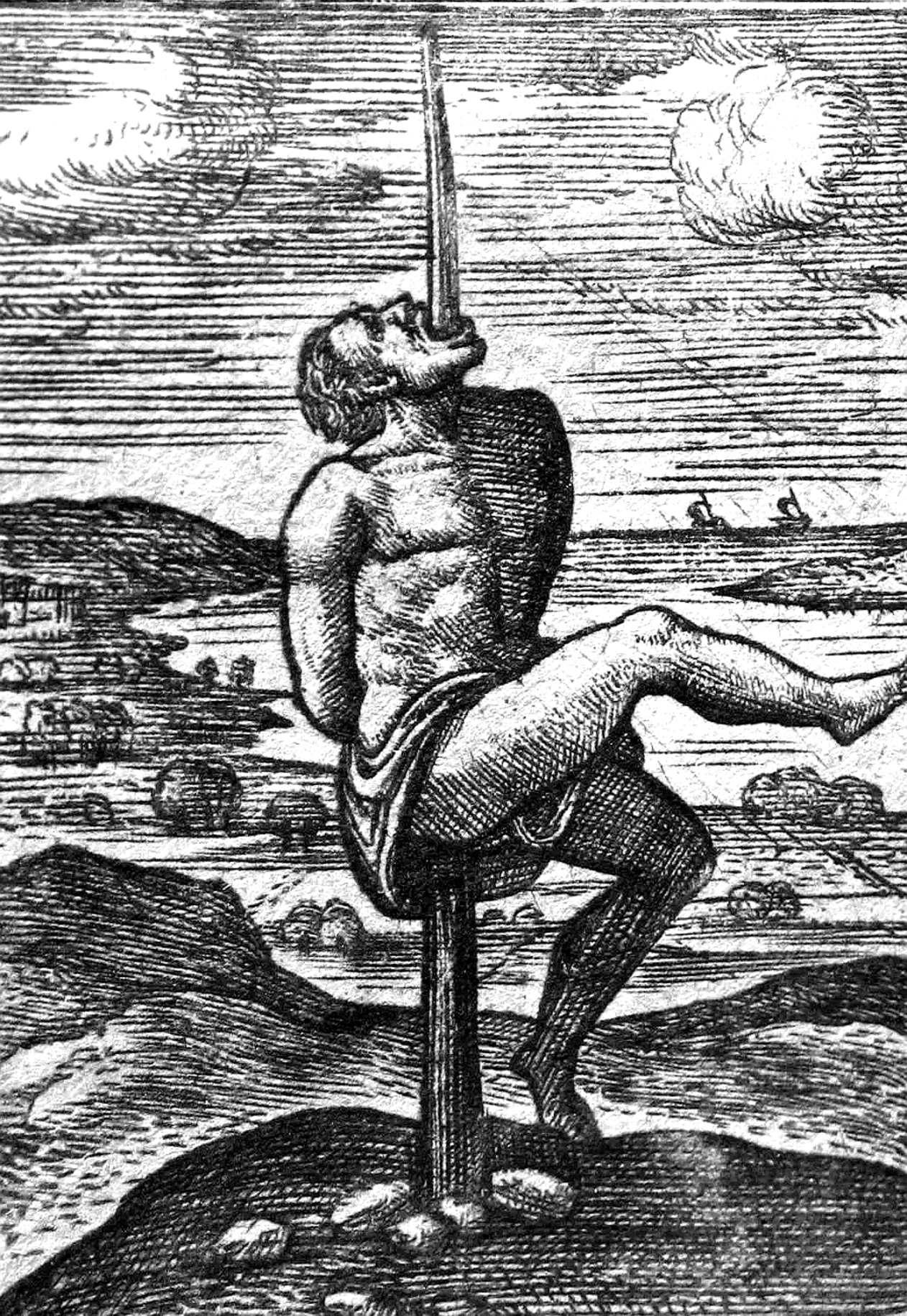

چهارمیل کردن یا به سیخ کردن یا به چوب آویختن یا باسُق زدن نوعی اعدام از طریق شکنجه است.
در چهارمیل کردن معمولی چوب یا نیزه بلندی را درون بدن فرد محکوم فروکرده و می‌گذارند که فرد با دست و پا زدن جان دهد.

## چهارمیل افقی کردن
در این روش از شکنجه/اعدام، چوب یا سیخ پهن و بلندی را درون مقعد یا مهبل فرد محکوم فروکرده و ادامه داده، تا چوب از دهان یا شانه‌های فرد بیرون بزند. سپس ستون یا چوب را در حالی‌که فرد محکوم روی آن قرار دارد را راست و عمود بر زمین قرار می‌دهند. فرد با دست و پا زدن و با نیروی جاذبه رفته‌رفته فرود می‌آید (به سیخ فرو می‌رود.).
این روش اعدام را اغلب برای درد و زجر کشیدن محکومین به کار می‌برده‌اند. در این روش سعی می‌شود که چوب فرورفته، ارگان‌های حساس بدن مثل قلب و کبد و غیره را مورد اصابت قرار ندهد، تا شخص مدت بیشتری زنده مانده و درد بکشد. از آن‌جایی‌که چوب فرورفته مقعد یا مهبل را بلوکه کرده، زیاد خون‌ریزی انجام نمی‌گیرد، و اگر این کار با دقت انجام شود، شخص بر روی ستون تا چند روز زنده می‌ماند و درد می‌کشد.

## تاریخ

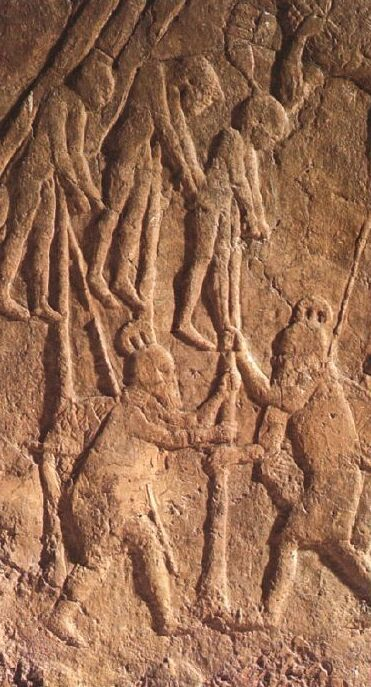
سربازان آشوری در حال به سیخ کشیدن یهودیان

### در عهد باستان
کهن‌ترین سند تاریخی از این شکنجه به هزاره اول قبل از میلاد در امپراتوری آشوریان دیده می‌شود.

### در ایران باستان
هرودوت، تاریخ‌نویس یونانی نیز بازگو می‌کند که هنگامی‌که داریوش اول بابل را فتح کرد، ۳۰۰۰ بابلی را به چوب کشانید. داریوش، خود نیز این فرمان خود را در کتیبه بیستون نیز بازگو می‌کند. مثلاً داریوش در کتیبه بیستون در ارتباط با قیام بابلی‌ها ضد حکومت هخامنشی به سرکردگی پادشاه بابلی ندینتو بل (بخت‌نصر سوم) می‌نویسد:
سپس در بابل من آن ندینتو بل را به همراه نجیب‌زادگانی که با وی بودند به میل نشاندم، من ۴۹ نفر را اعدام کردم
داریوش همچنین در ارتباط با قیام مادها به رهبری فرورتیش از مجازات‌های سنگین شورشیان مادی در کتیبه بیستون صحبت می‌کند که مجازات چهارمیل کردن از جملهٔ آنهاست:

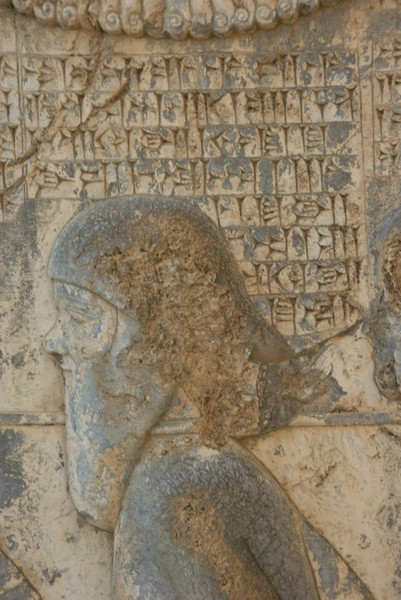
تصویر فرورتیش بر کتیبه بیستون، در بالای این نگاره به خط میخی نوشته شده: "این فرورتیش است، او دروغ گفت که من از سلاله پادشاهی هوخشتره هستم، من پادشاه ماد هستم"

 من ارتشی فرستادم برای دستگیری فرورتیش، او محاصره شده به سوی من فرستاده شد، من بینی، گوشها و زبان او را بریدم ویکی از چشمانش را خارج کردم، او دست بسته به ورودی قصر من آویزان بود و همه او را دیدند، سپس من او وهمراهانش را در اکباتانا (هگمتانه) به نیزه نشاندم

### در اروپای قرون وسطی
عثمانیان از این روش شکنجه در تاریخ خود بسیار بهره برده‌اند.
اما معروفترین حاکم در قرون وسطی که از این روش برای دشمنان و مخالفان خود بهره می‌برده‌است ولاد به میخ‌کِشنده می‌باشد. همان‌طوری‌که از نامش پیداست، وی این روش را علیه عثمانیان به کار گرفت، و به روایتی ۲۰۰۰۰ بلغار و ترک را به سیخ کشانید.
در میان قرون ۱۴–۱۸ میلادی، این روش اعدام در ممالک اروپای شرقی بسیار دیده شده‌است. سوئد نیز در قرن ۱۷ میلادی این روش اعدام و شکنجه را علیه دانمارکی‌ها به‌کار می‌گرفت.
ارتش اعزامی فرانسه به مصر بعد از قتل ژنرال کلبر در سال ۱۸۰۰ قاتل او را که یک فرد مسلمان بود، به سیخ کشید. سیخ کشیدن در زمان امپراتوری عثمانی رواج زیادی داشت. همچنین در میان بعضی شاهزادگان و جنگجویان در قرون وسطی که در راسشان ولاد سوم، معروف به دراکولا به معنی بچه اژدها وجود داشت. او سال‌ها علیه نفوذ عثمانیان در رومانی سابق جنگید و شدیدترین شکنجه‌ها را علیه اسیران جنگی اعمال کرد؛ از بریدن گوش و بینی گرفته تا گردن زدن و به سیخ کشیدن.

### در دوران معاصر
در مالزی، این نوع شکنجه را حکم سولا (Hukum Sula) می‌نامیدند، و به عنوان حد زنا بکار می‌رفته‌است.
در جنوب قاره آفریقا از این شکنجه با نام اوکوجوجا (ukujoja) نام می‌بردند.